# Nida Fazli
Nida Fazli (ur. 12 października 1938 w Delhi, zm. 8 lutego 2016 w Mumbaju) – indyjski poeta piszący w języku urdu.
Jego ojciec był również poetą. W latach 60. XX wieku jego rodzina wyjechała do Pakistanu i młody poeta przez wiele lat czuł się samotny w nowej rzeczywistości. W tym czasie poświęcił się intensywnym studiom starej poezji urdu. Szczególnie skłaniał się ku twórczości Mira i Ghaliba. Po krótkim czasie został ogólnie uznanym twórcą, jednym z najczęściej zapraszanych na recytacje poetyckie. Jego gazele zostały też szybko docenione przez twórców scenariuszy filmowych i dziś zalicza się do najbliższych współpracowników Bollywoodu. Wiele spośród jego dwuwierszy funkcjonuje dzisiaj jako idiomy w potocznej mowie Hindusów, a gazele śpiewane przez jego przyjaciela Jagjiata Singha są znane na całym subkontynencie Indyjskim.